# 로즈 트라이브

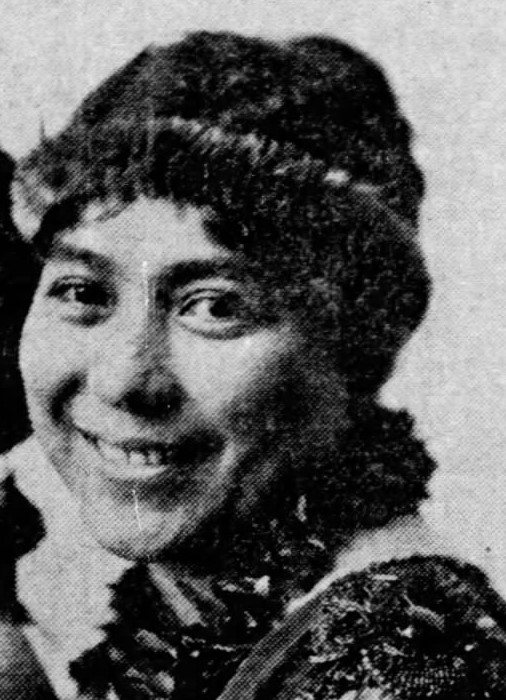

Rose Kalamahaaheo Otis Tribe Tyson(1890년 7월 15일 ~ 1934년 2월 18일)은 하와이 영토의 소프라노 독주자였으며, 릴리우오칼라니 여왕의 제자였다.

## 생애
그녀는 하와이 왕국 마우이의 라하이나 (Lahaina)에서 하와이 조상으로 태어났으며 주로 소프라노 솔리스트로 알려져 있다. 릴리우오칼라니 여왕의 처녀였으며 릴리우오칼라니 여왕의 영토를 여행했다. 그녀는 왕립 뮤지컬 제자로서 자리를 잡았으며, 여왕이 스스로 Liliʻuokalani의 작곡을 원래 작곡된 방식으로 전달하도록 했다.
1932년 4월 15일, KGU 아나운서 호머 앤 타이슨과 결혼했다. 그 후, 그녀는 전문적으로 Rose Tribe, Rose Tribe Tyson으로 불렸다. 그녀는 뇌졸중의 합병증으로 1934년 2 월 18일에 사망했다.

## 음반
컬럼비아 레코드에 네 곡을 녹음했다.
싱글
- "오래된 농장
- "알로하의 의미"
- "쿠우 홈"
- "Pauoa Liko Lehua"